# 체리필터
체리필터(영어: Cherry Filter)는 1997년에 결성된 대한민국의 록 밴드이며, 조유진, 정우진, 연윤근, 손스타로 구성되어 있다.
1997년에 처음 데뷔했으며 2집 《Made in Korea?》의 수록곡 중 〈낭만 고양이〉가 인기를 얻으면서, 이후 3집 수록곡 〈오리 날다〉, 〈달빛소년〉 등과, 4집 수록곡 〈Happy day〉, 리메이크 음반 《ReWind》의 수록곡 〈느껴봐〉 등이 연달아 히트하면서 유명 락그룹으로 성장하였다. 2011년 서바이벌 탑밴드에 출연한 이후 활동을 거의 안 하고 있으며, 공식 홈페이지에 한 달에 한 번 꼴로 글이 올라오고 있다.
보컬인 조유진은 ‘국보급 보컬’이라는 극찬을 받기도 했으며, 2014년 싱글 《안드로메다》로 컴백했다.
2009년 8월에는 3년 만의 정규 음반인 5집 《Rocksteric》을 발매했고, 5년 후인 2014년 6월 싱글 《안드로메다》를 발매했다. 한편, 안드로메다의 뮤직비디오에는 세계 최초로 인공위성 발사 프로젝트를 성공시킨 미디어 아티스트 송호준이 출연했다.

## 구성원
- 조유진 - 여성 보컬

1977년 생, 서인천고, 상명대학교 영어교육과 출신으로 인천 인성여고에서 영어 교생을 했다. 2000년 1집 앨범을 냈을 때 대학 4학년의 신분이었기 때문에 낮에는 교생선생님으로서 여고에 나가 수업을 하고, 밤에는 홍대 앞 클럽에서 로커로 활동했다.
- 정우진 - 기타, 리더

출생:1976년 4월 20일
거주지: 서울특별시 진관동
소속: 고려대학교 무역학과
가족: 부모, 형, 누나(2남 1녀 중 막내), 매형, 조카 2명(2013년 2월생, 2017년 2월생)
연윤근과 어린시절에 동기이자 친구다.
- 연윤근 - 베이스

출생:1976년 9월 21일
리더 정우진과 어린시절부터 동기이자 친구였다.
가족: 부모,  여동생(1남 1녀 중 첫째),  아들 연소울(2010년생)
- 손스타(손상혁) - 드럼, 랩

고려대학교 출신. 무한도전 레슬링 편에 코치역할로 출연.

## 음반

### 정규 음반
1. HEAD-UP (2001년 4월 5일)
2. Made in Korea? (2003년 8월 15일)
3. The Third Eye (2004년 9월 9일)
4. Peace N' Rock N' Roll (2007년 7월 19일)
5. Rocksteric (2010년 8월 19일)

### 디지털 싱글
1. 너는 나를 지나쳐 그리고 사노라면(Digital Single 1집, (2004년 5월 16일)
2. Rolling Heart (Digital Single 2집, 2008년 7월 23일)
3. Orange Road (Digital Single 3집, 2008년 7월 25일)
4. WM7 (무한도전 프로 레슬링 특집 'WM7' OST,Digital Single 4집) (2010년 7월 14일)
5. 안드로메다 (Digital Single 5집, 2014년 6월 11일)

### O.S.T
1. 인정사정 볼 것 없다 OST (1999년 5월 1일)
2. 변신자동차 또봇 17~19기 오프닝(go! Tobot,feat.김성윤,전채연,황서유,강혜원,임주향,2015년 3월 10일 ~ 2016년 1월 6일)

### 기타
- Rewind (2007년 9월 17일): 리메이크 앨범

## 수상 경력
- 2002년 SBS 가요대전 ROCK부문
- 2002년 제13회 서울가요대상 ROCK부문
- 2002년 Mnet 뮤직비디오페스티벌  ROCK부문 최우수뮤직비디오상
- 2002년 KMTV 코리안뮤직어워드 ROCK부문 인기상
- 2003년 MBC 가요대제전 ROCK부문
- 2003년 SBS 가요대전 ROCK부문
- 2003년 KBS 가요대상 본상 올해의 가수상 청소년부문상
- 2003년 제18회 골든디스크상 뮤직비디오 인기상
- 2003년 제14회 서울가요대상 ROCK부문
- 2003년 Mnet 뮤직비디오페스티벌 ROCK부문 최우수뮤직비디오상
- 2003년 KMTV 코리안뮤직어워드 ROCK부문 인기상
- 2007년 SBS 가요대전 ROCK부문
- 2007년 Mnet KM 뮤직페스티벌 ROCK 음악상
- 2008년 MTV Video Music Awards JAPAN 08
- 2008년 Best BuzzAsia from Korea [Feel it]부문